# Памятник Крымским партизанам (Алушта)
Памятник Крымским партизанам, «Памятный знак в честь крымских партизан, погибших в годы Великой Отечественной войны» — мемориальный комплекс, расположен на 5-м километре шоссе Алушта-Ялта 35К-002. Был торжественно открыт 4 ноября 1981 года, дата приурочена к 40-летию создания партизанского движения в Крыму и формированнию Алуштинского партизанского отряда. Скульптор Ф. И. Алещенков, архитектор И. Т. Семеняка. Является объектом культурного наследия регионального значения.

## История
Работа по организации партизанского движения, формированию партизанских отрядов и подпольных организаций в Крыму была начата в июле 1941 года. По состоянию на 10 ноября 1941 года в Крыму было уже 27 партизанских отрядов, в составе которых насчитывалось 3734 человек (из них 1316 военнослужащих), около тысячи из них были комсомольцами. 23 октября 1941 года был создан Штаб партизанского движения Крыма, руководителем штаба стал полковник А. В. Мокроусов, комиссаром — С. В. Мартынов, начштаба — Сметанин.
Два с половиной года народные мстители вели борьбу с оккупантами. Свыше 3 тыс. партизан и подпольщиков Крыма (в том числе, 1500 участников партизанского движения) были награждены орденами и медалями СССР.
Важную роль в борьбе сыграл Алуштинский партизанский отряд (командир – директор винсовхоза «Кастель» С. Е. Иванов, комиссар – секретарь райкома партии В. С. Еременко). Отряд вошел в состав 3-го партизанского района под командованием Г. Л. Северского. Практически весь его первоначальный состав погиб в боях с врагом.

## Памятник
Историко-архитектурная композиция представляет собой крупный мемориальный комплекс, вписанный в рельеф местности на присоединении дороги из Рабочего уголка (ныне Профессорского уголка) к шоссе Алушта-Ялта 35К-002 на 5-м километре от Алушты. Памятник представляет собой центральную композицию и боковые панно, выполненные в технике барельеф. Перед композицией выполнена двухуровневая площадка со ступенями. Фигуры высечены из искусственного камня. Из центральной монолитной глыбы выступают лица бойцов и командиров партизанского отряда — они обращены к склонам Главной гряды Крымских гор, где сражались партизаны Алуштинского отряда. На боковых панно изображены сцены борьбы. Из камня выполнена крупная надпись:

Вид на мемориал с трассы

«За сожженные города и села, за смерть наших отцов и матерей, жен и детей, братьев и сестер. За пытки и насилие, издевательства над нашим народом — клянемся мстить до последней капли крови. Клянемся, что скорей погибнем, чем отдадим себя, свою семью и свой народ в рабство фашизму».
Авторы комплекса скульптор Ф. И. Алещенков, скульптор Крымского художественно-производственного комбината, преподаватель скульптуры в Крымском художественном училище им. Н. С. Самокиша и архитектор И. Т. Семеняка, главный архитектор города Ялта.
Позднее к комплексу на стелах из диорита был добавлен поимённый список погибших в боях бойцов Алуштинского отряда.
Благодаря расположению памятник ежегодно видит несколько миллионов пассажиров. Во времена СССР он был частью осмотра троллейбусной экскурсии на маршруте Симферополь-Ялта. Памятник является объектом культурного наследия регионального значения.